# Macrocera hyalipennis
Macrocera hyalipennis är en tvåvingeart som beskrevs av Shaw 1941. Macrocera hyalipennis ingår i släktet Macrocera och familjen platthornsmyggor. Inga underarter finns listade i Catalogue of Life.